# Danielle Brooks
Danielle Brooks (ur. 17 września 1989 w Auguście) – amerykańska aktorka, która zyskała sławę jako odtwórczyni roli Tashy "Taystee" Jefferson w amerykańskim komediodramacie Orange Is the New Black.

## Życiorys
Danielle Brooks urodziła się 17 września 1989 roku w miejscowości Augusta, w stanie Georgia, a wychowała w miejscowości Simpsonville w stanie Karolina Południowa. Jej ojciec jest pracownikiem firmy BMW i diakonem, jej matka natomiast nazywa się LaRita i pracuje jako nauczycielka i minister. Już w młodym wieku występowała w jasełkach. Przez ostatnie dwa lata liceum uczęszczała do South Carolina Governor's School for the Arts & Humanities, elitarnej szkoły średniej artystycznej. W 2007 roku została absolwentką YoungArts. Danielle Brooks studiowała w Juilliard School i ukończyła ja w 2011 roku z tytułem Bachelor of Fine Arts.

## Kariera
Po ukończeniu studiów Danielle Brooks występowała w przeróżnych produkcjach Shakespeare Theatre Company. Jej pierwsza rola w produkcji telewizyjnej była w filmie Modern Love z 2012 roku. Od 2013 do 2019 roku występowała w serialu produkcji Netflixa pt. ''Orange Is the New Black, w którym wcieliła się w rolę Tashy "Taystee" Jefferson. Jej postać pierwotnie miała pojawić się w serialu tylko w dwóch odcinkach, ale została wpisana do reszty pierwszego sezonu i kolejnych sezonów. W trakcie pracy przy tym serialu Brooks miała drugą pracę, ponieważ jej pensja była niska. W wywiadzie dla amerykańskiego tygodnika The New Yorker powiedziała, że za ostatni sezon otrzymała mniejsze wynagrodzenie niż główni aktorzy dziecięcy, który w tym samym roku zarobili w serialu  Stranger Things.
W 2023 roku otrzymała rolę w nowej ekranizacji filmu z 1985 roku pt. Kolor purpury. Kreacja przyniosła jej nominację do Oscara dla najlepszej aktorki drugoplanowej. W 2025 roku do kin trafiła familijna komedia Minecraft: Film, w którym Danielle wcieliła się w rolę Dawn.

## Życie prywatne
2 lipca 2019 roku Danielle Brooks oznajmiła, że jest po raz pierwszy raz w ciąży. W listopadzie tego samego roku urodziła dziewczynkę. W styczniu 2022 roku wzięła ślub z Dennisem Gelinem. Uroczystość odbyła się w Miami na Florydzie.

## Filmografia

### Filmy
| Rok  | Tytuł                         | Tytuł oryginalny                | Rola                     | Źr.    |
| ---- | ----------------------------- | ------------------------------- | ------------------------ | ------ |
| 2014 | Poza czasem                   | Time Out of Mind                | Recepcjonistka           | [ 17 ] |
| 2015 | I Dream Too Much              | I Dream Too Much                | Abbey                    | [ 18 ] |
| 2016 | Angry Birds                   | Angry Birds                     | Monika, Olive (dubbling) | [ 19 ] |
| 2018 | Sadie                         | Sadie                           | Carla                    | [ 20 ] |
| 2019 | All the Little Things We Kill | All the Little Things We Kill   | Claire Soto              | [ 21 ] |
| 2019 | The Day Shall Come            | The Day Shall Come              | Venus                    | [ 22 ] |
| 2019 | Clemency                      | Clemency                        | Evette Wilkinson         | [ 23 ] |
| 2020 | Zacznij od śniadania          | Eat Wheaties!                   | Wendy                    | [ 24 ] |
| 2021 | Mahalia                       | Robin Roberts Presents: Mahalia | Mahalia Jackson          | [ 25 ] |
| 2023 | Kolor purpury                 | The Color Purple                | Sofia                    | [ 12 ] |
| 2025 | Minecraft: Film               | A Minecraft Movie               | Dawn                     | [ 13 ] |

### Seriale
| Rok       | Tytuł                   | Tytuł oryginalny        | Rola                      | Źr.    |
| --------- | ----------------------- | ----------------------- | ------------------------- | ------ |
| 2013–2019 | Orange Is the New Black | Orange Is the New Black | Tasha "Taystee" Jefferson | [ 9 ]  |
| 2022      | Peacemaker              | Peacemaker              | Leota Adebayo             | [ 26 ] |

### Teatr
| Rok  | Tytuł                                                   | Rola                 | Źr.    |
| ---- | ------------------------------------------------------- | -------------------- | ------ |
| 2015 | The Color Purple                                        | Sofia                | [ 27 ] |
| 2019 | Ain't Too Proud – The Life and Times of The Temptations | Producent wykonawczy | [ 27 ] |
| 2022 | The Piano Lesson                                        | Berniece             | [ 27 ] |

## Nagrody i nominacje
Danielle Brooks zdobyła dwanaście nagród filmowych i czterdzieści pięć nominacji.